# Escarro
Escarro, também conhecido como catarro, é uma liberação de muco causada pelo inchaço das mucosas do corpo. O escarro amarelado pode indicar alguma infecção no aparelho respiratório.

## Exame macroscópico
Consistência
A consistência do escarro depende principalmente da sua composição: soro, pus e muco. Em situações patológicas como pneumonia e enfarte pulmonar é muito consistente e viscoso. Na clínica denomimam-se os tipos de escarro em relação a consistência como: escarro seroso, seropurolento, purulento, mucoso e mucopurolento. Existe também o escarro numular, oriundo das cavernas tuberculosas e cavidades bronquectásicas, constituídos de massa mucopurulentas achatadas parecidas com moedas.
Cheiro
Normalmente não apresenta cheiro. Em algumas patologias como bronquite pútrida e gangrena pulmonar apresenta cheiro pútrido. Dependendo da ingestão de alguma substância ou medicamento eliminado pela via pulmonar, apresenta cheiro característico.
Cor
Apresenta coloração incolor, esverdeada ou amarelada. Sangue o torna rosado  ou castanho-avermelhado. A pneumonia proporciona um escarro cor-de-ferrugem.